# Bischöfliches Palais (Graz)

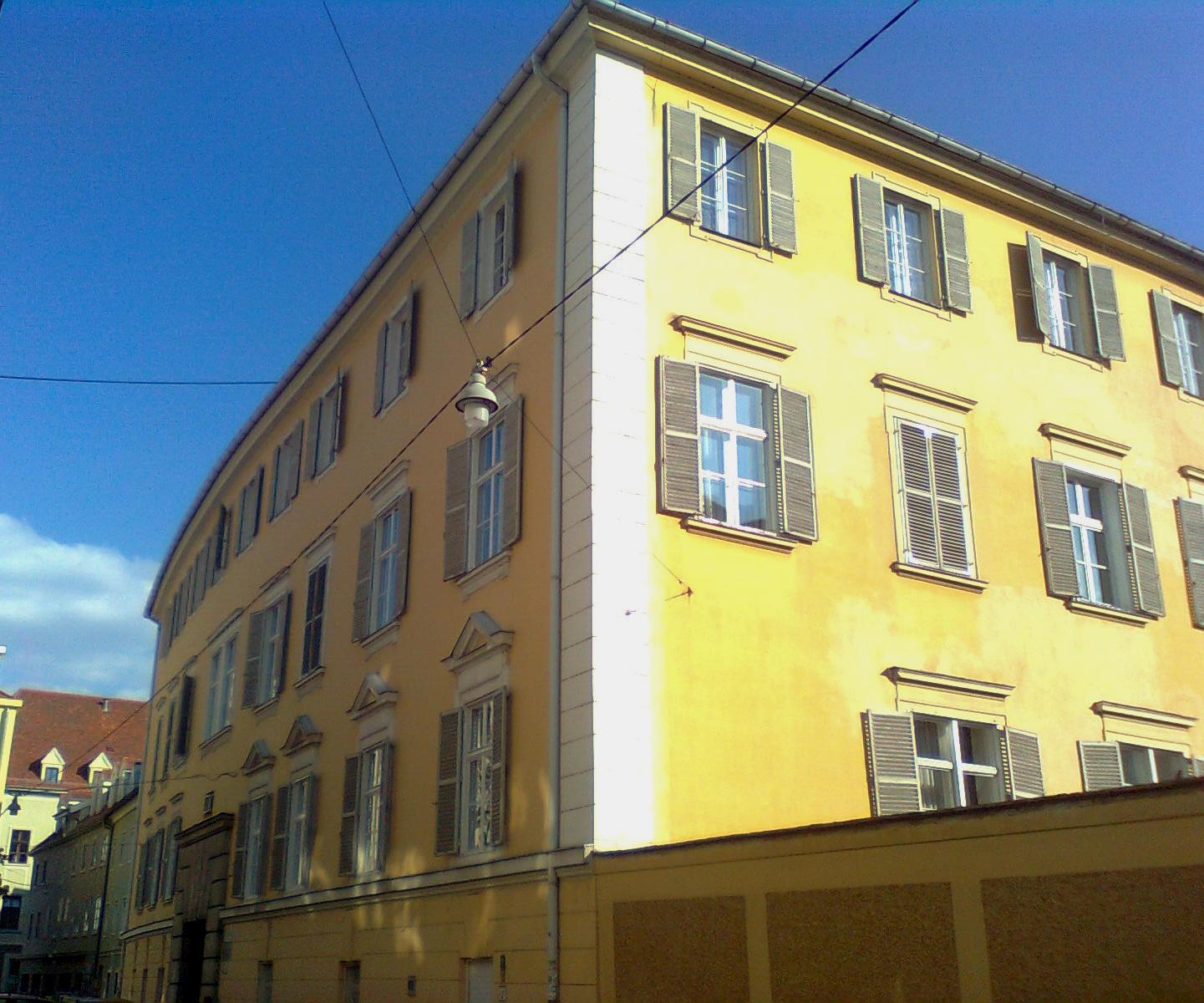
Bischöfliches Palais

Das Bischöfliche Palais, auch Bischofshof oder Fürstbischöfliches Palais genannt, beherbergt heute das Bischöfliche Ordinariat der Diözese Graz-Seckau. Es befindet sich am Bischofplatz im ersten Grazer Stadtbezirk Innere Stadt.

## Geschichte
Die Gründung des Palais geht auf eine Hausschenkung des Ottokar von Graz aus dem Haus der Udalrichinger im Jahr 1254 zurück, der sein Haus dem Bischof Ulrich von Seckau überantwortete. Das Gebäude lag zu diesem Zeitpunkt noch außerhalb der (mittelalterlichen) Stadtmauer und wurde erst 1265/67 einbezogen. 1272 kaufte Bischof Wernhard von Marsbach ein weiteres Gebäude. Sein Nachfolger, Bischof Leopold, ließ 1287 die Hauskapelle Johannes dem Täufer weihen (heute trägt sie das Patrozinium Hlgst. Dreifaltigkeit). Zwischen 1481 und 1502 wurden umfangreiche Ausbauarbeiten durchgeführt. 1613 wurde auf Betreiben des Bischofs Martin Brenner eine Bibliothek hinzugefügt. Da der Bischof seinen Amtssitz im obersteirischen Domstift Seckau hatte, diente das Fürstbischöfliche Palais in Graz als Absteigequartier in der steirischen Landeshauptstadt. Seit 1786 ist der Bischofssitz in Graz, wodurch das Palais zur Bischofsresidenz wurde.
Der Ausbau zur heutigen Größe wurde erst nach der Verlegung der bischöflichen Residenz von Schloss Seggau nach Graz in Angriff genommen. Nach der Regulierung der Diözesen durch Kaiser Joseph II. wurde das Palais endgültig zur fürstbischöflichen Residenz der Diözese Graz-Seckau erhoben. Die vorhandene Bausubstanz wurde erst unter Fürstbischof Joseph Adam von Arco zu Beginn des 19. Jahrhunderts vereinheitlicht. Dabei wurde im ersten Obergeschoß eine neue Kapelle eingerichtet, eine neue Fassadierung in Auftrag gegeben und das Portal mit einer Wappenkartusche versehen. Die Planung von Baumeister Joseph Stengg wurde nach dessen Tod 1782 durch Christoph Stadler weitergeführt. 1860/61 beauftragte Fürstbischof Ottokar Maria Graf von Attems den Architekten Joseph Mixner mit einer historistischen Umgestaltung des Westflügels. 
In den Jahren 1902/03 erfolgte der Neubau des Südflügels unter der Leitung von Baumeister Johann Guido Wolf. 1927 wurde im Südflügel eine der Heiligen Dreifaltigkeit geweihte Kapelle eingerichtet. Am 1. November 1944 wurde das Bischöfliche Palais durch einen Bombentreffer vor allem am Südtrakt schwer beschädigt. Das Portal, 1782 von Johannes Piringer geschaffen, wurde vollkommen zerstört. Der Wiederaufbau dauerte von 1947 bis 1950 und wurde nach den Plänen der Architekten Harald Bleich und Franz Ignaz Gallowitsch ausgeführt. Dabei wurde das Portal vereinfacht wiederhergestellt. Zu Beginn der 1960er Jahre kam es zu einer Aufstockung des Bischöflichen Palais. Gegenwärtig ist in den Räumlichkeiten der Bischofssitz und das Bischöfliche Ordinariat untergebracht.

## Architektur und Gestaltung

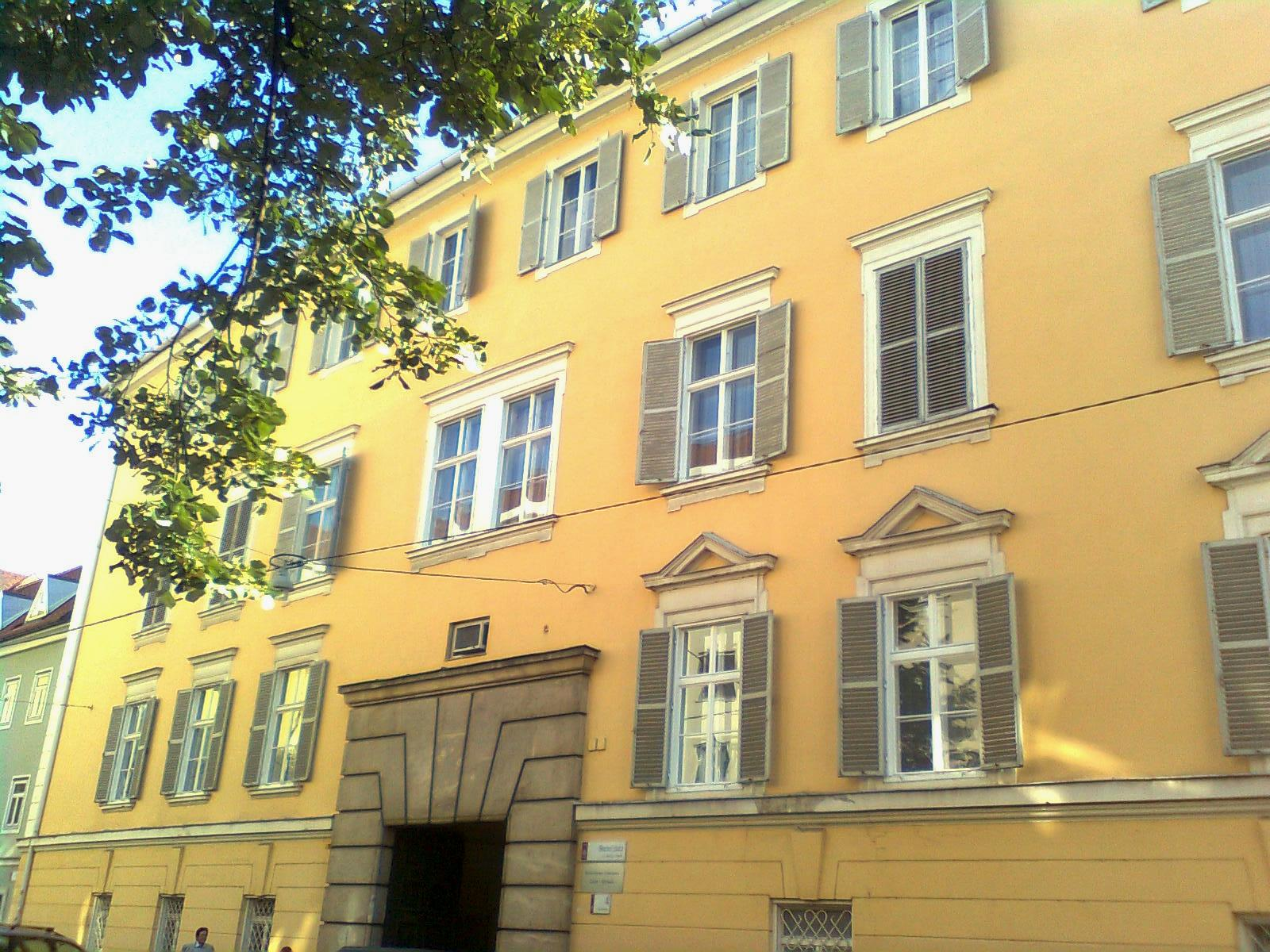
Vorderseite am Bischofplatz

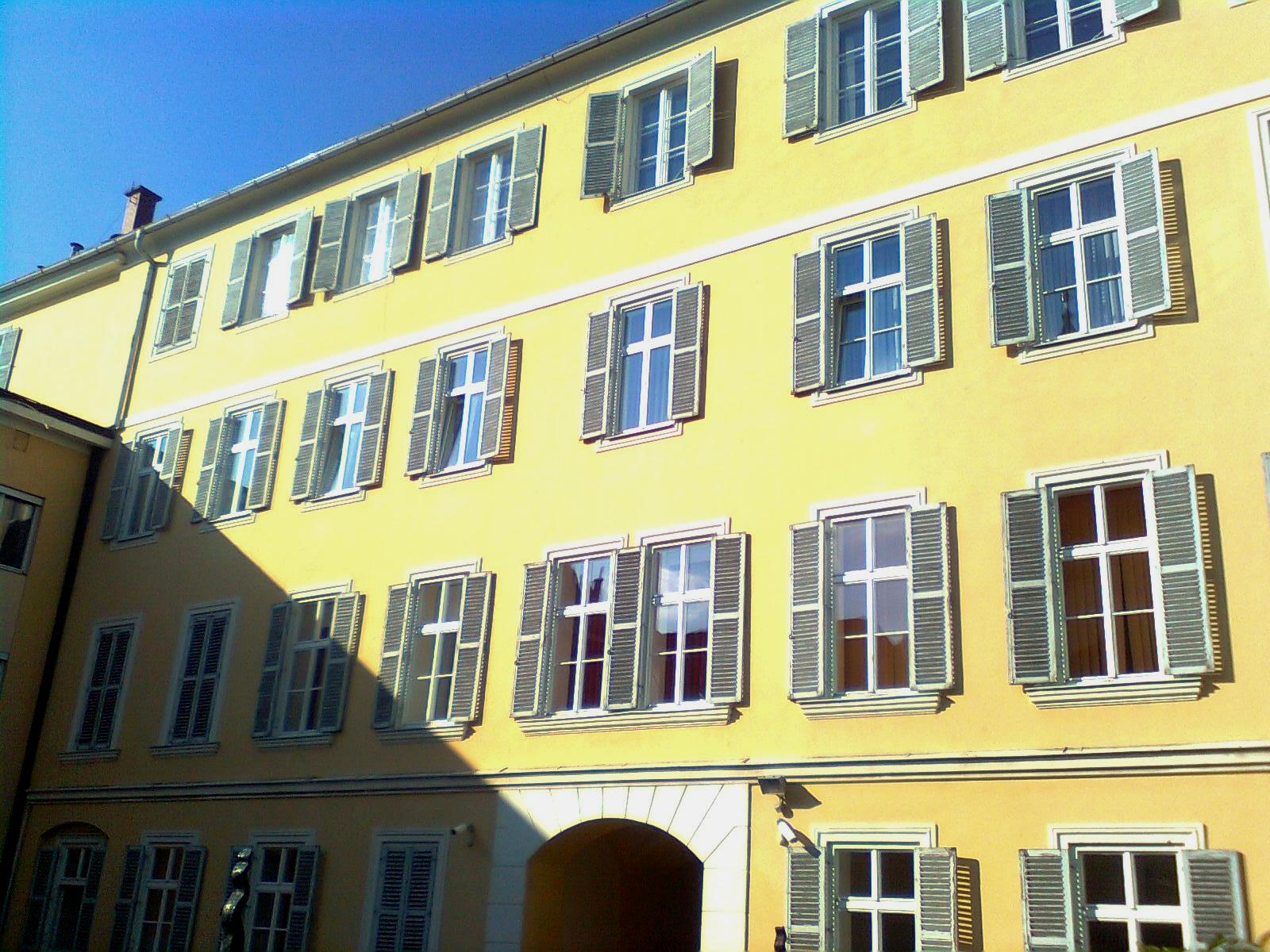
Rückseite

Der Bischofshof ist in seiner Gesamtheit die Summe verschiedener Stilepochen. Sein ältester Teil, der Ostflügel mit Gewölben in Keller und Erdgeschoß, stammt aus der zweiten Hälfte des 13. Jahrhunderts. Um das Jahr 1500 kam es zur Errichtung des Nordflügels. Davon zeugen heute die spätgotischen Türgewände aus Stein. Der Festsaal im zweiten Obergeschoß ist mit Deckenfresken aus dem 19. Jahrhundert ausgestattet. Die Darstellungen der heiligen Maria und des heiligen Benedikt wurden vermutlich von Franz Anton Stecher geschaffen.
Im 13. Jahrhundert erfolgte ein Ausbau unter Bischof Leopold und um 1454 ein Um- und Neubau des Bischofhofes. Dabei wurde der Speisesaal zur Hauskapelle. Fürstbischof Graf Joseph Adam von Arco ließ um 1781 das Gebäude nach den Plänen von Joseph Stengg erweitern. 1861 wurde der Westtrakt unter dem Architekten Joseph Mixner errichtet und 1903 folgte der Südtrakt unter der Leitung von Johann Guido Wolf.
Im Zweiten Weltkrieg wurde der Komplex durch Bombentreffer stark beschädigt. Unter anderem führte das zur Zerstörung des josephinisch-klassizistischen Portals, das mit einem Wappen des Bistums versehen war. Durch die Erschütterungen der Bombentreffer wurden im ersten Obergeschoß bis dahin verborgene Wandmalereien aus der Zeit um 1270 freigelegt. Sie zeigen figürliche Darstellungen aus dem Alten und Neuen Testament im romanischen Zackenstil. Es sind die ältesten erhaltenen Wandmalereien der Stadt Graz.
Von 1947 bis 1950 erfolgte der Wiederaufbau des Bischöflichen Palais nach den Plänen der Architekten Bleich und Gallowitsch mit einer Vereinheitlichung der Hauptfassade, des Portals mit Durchfahrt zum Innenhof, sowie des gesamten Südtrakts. Die neubarocken Schmiedeeisengeländer des rekonstruierten Treppenhauses konnten wiederverwendet werden.